# Ridgeway (Ohio)
Ridgeway è un villaggio degli Stati Uniti d'America, situato nello stato dell'Ohio, diviso tra la contea di Hardin e la contea di Logan.